# جاده ئی۹۱ اروپا
جاده ئی۹۱ اروپا (به انگلیسی: European route E91) یکی از جاده‌های اصلی قاره اروپا است که در کشور ترکیه قرار دارد.
این جاده که از شهر توپراک‌کاله شروع شده، در شهر یایلادائه به پایان می‌رسد و ۱۶۱ کیلومتر مسافت دارد.